# 阿爾莫隆加火山

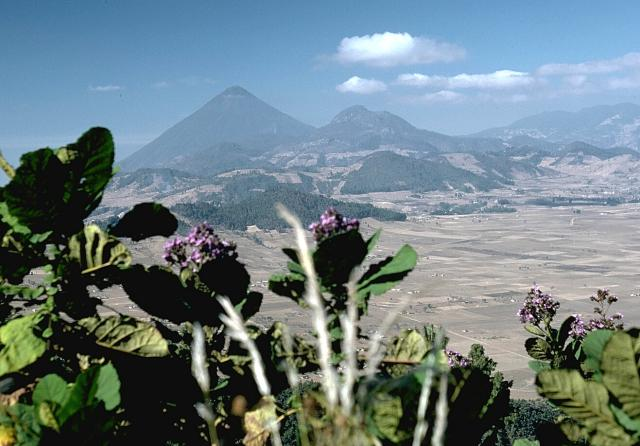

阿爾莫隆加火山是危地馬拉的火山，位於該國西南部克薩爾特南戈省，海拔高度3,197米，破火山口直徑3.3公里，最近一次火山噴發在1818年發生。